# Tonny Collard
Tonny Collard (Utrecht, 28 juli 1961) is een voormalig professioneel ijshockey-spits. Hij wordt vermeld in het boek De top 500: de beste Nederlandse sporters van de eeuw.

## Loopbaan
Collard speelde onder andere voor de IJshockey Club Utrecht en de Friesland Flyers, maar was ook vier jaar in het buitenland actief en speelde voor clubs in Canada, Zwitserland en Oostenrijk.
Tweemaal won hij de Frans Henrichs-bokaal, een prijs die wordt uitgereikt aan de waardevolste Nederlandse speler, namelijk in de seizoenen 1989/90 en 1991/92. In 1991 won hij samen met zijn broer Stefan Collard, een ijshockeyspeler die het in tegenstelling tot Tonny niet moest hebben van zijn talent, maar van zijn vechtlust, de nationale titel met de club IJCU Utrecht.
Collard speelde 128 interlands voor het Nederlands ijshockeyteam. Sinds 2015 speelt hij zo nu en dan nog een wedstrijd met het team Utrecht Vintage.
Collard is vader van drie kinderen en eigenaar van een schaatswinkel.

## Onderscheidingen
- Frans Henrichs-bokaal: 1989-90 + 1991-92
- Top scorer Dutch League: 1990-91
- Top scorer WC B: 1992
- Best forward WC B: 1992
- All-Star Team WC B: 1992
- Top scorer WC C: 1983
- Best forward WC C: 1983
- All-star Team WC C: 1983
- Top scorer WC B: 1985
- All-star Team WC B: 1985
- Top scorer WC C: 1989
- All-star Team WC C: 1989

## Clubs
| Jaar      | Land | Club                              |
| --------- | ---- | --------------------------------- |
| 1976-1978 | NED  | IJCU Utrecht                      |
| 1978-1980 | CAN  | London Knights                    |
| 1980-1985 | NED  | Feenstra Flyers (Heerenveen)      |
| 1985-1987 | AUT  | Klagenfurter AC                   |
| 1987-1988 | SUI  | Zug                               |
| 1988-1989 | AUT  | Klagenfurter AC                   |
| 1989-2005 | NED  | IJCU Utrecht / Langhout Travelers |